# Палэсмурт
Палэсму́рт (удм. Палэсмурт — «получеловек») — персонаж удмуртского фольклора, злой одноглазый человек, живущий в лесу. Популярный персонаж сказок.

## Образ
Представляет собой как бы рассечённого вдоль человека — с половиной головы, половиной тела, одной рукой и ногой, видны внутренности (по другой версии вторая половина есть, но «просвечивает»). Живёт в лесу, может появляться на опушке или даже подходить к изгороди вокруг жилья, выйти к костру. Нельзя кричать или свистеть в лесу — иначе он может отозваться и выйти из леса. Для защиты от него надо помянуть небесного бога Инмара или спрятаться за рябиной. Появляется как предвестник несчастья. Зовёт человека по имени, может защекотать его насмерть, подобно славянским русалкам. Может забирать ушедших на выпас животных, тогда для него плетут один лапоть, и вешают его в лесу на сук (жертвуют), чтобы животное вернулось.
Палэсмурт — не совсем леший, роль собственно лешего в удмуртской мифологии играет нюлэсмурт.

## Аналоги
Среди ближайших к удмуртам народов Урало-Поволжья, существо с похожей этимологией, местом обитания и рядом схожих черт имеется у чуваш: Арзюри́ (чув. Арҫури́, Ар-ҫурри́; где ар — «человек» и ҫу́рӑ (ҫурри) — «половина»).
Половинчатые существа есть в мифологии других народов по всему миру, от Африки до Океании и Южной Америки. В известной мере похожи на палэсмурта своей «половинчатостью» и скандинавская богиня загробного мира Хель, у которой половина тела обычная, половина мёртвая и гниющая, и русская Баба-Яга-«костяная нога». Видимо, «половинчатость» означает пограничное положение персонажа между миром живых и миром мёртвых, бытием и небытием, «одной ногой в могиле». Это характерный обитатель преисподней, края Ойкумены и леса. Можно искать и реальные «половинчатые» прообразы — односторонний паралич при развитии инсульта, образ полусъеденного зверьми мертвеца. Любопытно, что в одной из удмуртских сказок человек разрывает вдоль водяного (вумурта), хитростью заставив его привязать одну ногу к лодке, а другую к жёрнову, и прыгнуть в воду.

## Палэсмурт в современной культуре
Герой одного из детских рассказов Ольги Арматынской, упоминается в других произведениях современных авторов.
К образу палэсмурта прибегает удмуртский культуролог Игорь Кобзев в статье, посвящённой столице Удмуртии. Латинская транскрипция употребляется как ник в Интернете.